# Øretæve (bygningsdel)
 For alternative betydninger, se Øretæve. (Se også artikler, som begynder med Øretæve)
Øretæver er det lokale håndværkerudtryk for en meget særpræget og unik bygningsdetalje, en speciel slags gavlknægt, som findes i Svaneke på Bornholm. Øretæverne sidder på gavlene af mange af byens gamle bindingsværkshuse. De er placeret oven på hjørnestolperne, og de minder grangiveligt om ører på husene. Ofte er de smukt og fantasifuldt udskåret, men ud over den dekorative funktion har de i høj grad også et konstruktivt formål, for de bærer de få, murede murstensskifter oven over.
Øretæverne tjener det formål, at de dækker hullet mellem spærene og taget – samtidig med at de bærer de overliggende murstensskifter, og øretævekonstruktionen er både enkel, indlysende og af stor dekorativ effekt. Man er nok startet med at opsætte et almindeligt bræt, men Svanekes mange håndværkere har formentlig set rige muligheder for at bearbejde brættet, og med byens store skibsbygningstraditioner in mente, har man opnået at få en unik og yderst særpræget bygningsdetalje ud af den konstruktive nødvendighed. I vore dage fremtræder øretæverne i alverdens farver og alverdens udformninger i byen, og de er med til at sætte præg og karakter på Svanekes dejlige, gamle huse.

## Baggrund
Oprindelsen til det sære navn og hele øretævetraditionen er gået tabt, for hverken lokale håndværkere eller beboere har nogen anelse om hvor de stammer fra. Traditionen bliver imidlertid holdt i hævd, for slidte øretæver bliver straks fornyet, og den lokale snedkermester ser ikke spor overrasket ud, hvis han bliver bedt om et par øretæver!
For at spore oprindelsen blev det nødvendigt at registrere alle huse med øretæver og undersøge de bygningsmæssige kildeskrifter (brandtaksationer) for eventuelle fællesnævnere. Det viste sig, at de ældste øretævehuse var bygget før 1761, og de yngste var først opført i begyndelsen af 1800-tallet. Ikke desto mindre var der en fællesnævner, for det viste sig, at alle huse, der var opført før 1830, havde gennemgået en større ombygning fra 1840´erne og helt op til 1870´erne. Ved ombygningerne havde de fået udskiftet de bræddeklædte bindingsværksgavle med murede brandgavle og stråtaget med tegl.
6. april 1832 kom der en lov om brandsikring af husene i de danske købstæder. Over en årrække skulle de brandfarlige trægavle og stråtage udskiftes, fordi faren for altødelæggende brande var stor. Fristen for udskiftningen var 10 år. Det lød utvivlsomt godt på papiret, men bornholmerne var fattige. De kunne ikke lige rejse penge til en bekostelig ombygning af deres huse, så fristen blev forlænget og forlænget. Kilderne fortæller, at fristen blev forlænget helt op til 1880.

## Konstruktionsprincipper
Ved opmuringen af de nye brandgavle kunne man vælge at fjerne brædderne og det eksisterende bindingsværk og så mure op til den vandrette gavlbjælke og i gavltrekanten over den. Det havde den fordel, at hjørnestolperne stadig ”stod på deres plads”, og at ”fodmuren” (som soklen hedder på bornholmsk) ikke skulle ændres. Man kunne også mure en skalmur uden på den eksisterende gavl, men det er formentlig i forbindelse med den første løsning, at øretæverne er opfundet. Øretæverne kræver nemlig, at hjørnestolperne rent faktisk står i hjørnerne af huset, og ikke er dækket af en skalmur. Kilderne giver ikke noget endegyldigt svar på, om øretæverne virkelig er opstået i forbindelse med den påkrævede brandsikring af købstæderne, men med en ”til vished grænsende sandsynlighed” har de set dagens lys i forbindelse med de mange ombygninger. 
Svaneke er ikke nogen stor by, og alligevel er omkring 100 af byens huse forsynet med øretæver. På det øvrige Østbornholm findes de kun i et meget lille antal i Listed, Aarsdale og Nexø. I resten af Danmark findes de overhovedet ikke, så øretæverne er et særdeles lokalt, østbornholmsk fænomen.